# The Cards Never Lie
The Cards Never Lie è un cortometraggio muto del 1915 diretto e interpretato da Harry Myers.

## Produzione
Il film fu prodotto dalla Victor Film Company

## Distribuzione
Distribuito dall'Universal Film Manufacturing Company, il film - un cortometraggio in due bobine - uscì nelle sale cinematografiche USA il 1º febbraio 1915.